# 爱国拯救运动
爱国拯救运动（阿拉伯语：‎）是乍得目前的執政黨。在1992年乍得取消党禁前，爱国拯救运动是乍得的唯一合法政党。
軍事領袖伊德里斯·德比在1989年試圖陰謀推翻總統侯賽因·哈布雷，失敗後逃往蘇丹。此後德比和他的支持者爭取蘇丹與利比亞的支持，越過邊界攻擊乍得，稱為4月1日運動（April 1 Movement）。1990年3月10日爱国拯救运动和其他反哈布雷的流亡組織合併，在蘇丹成立了爱国拯救运动。在1990年11月爱国拯救运动成功攻進乍得首都恩將納，推翻哈布雷政權，代比成為乍得總統，連任五屆後於2021年總統大選結果公佈後第六度連任，此結果激起乍得北部騷亂。2021年4月20日，代比於提貝斯提區與叛軍作戰時傷重逝世。